# Kiss Me Deadly
Kiss Me Deadly (bra: A Morte num Beijo, ou O Segredo de Cristina; prt: O Beijo Fatal) é um filme estadunidense de 1955, dos gêneros policial e suspense, dirigido e produzido por Robert Aldrich, com roteiro de A. I. Bezzerides baseado no romance Kiss Me, Deadly, de Mickey Spillane.

## Sinopse
O detetive Mike Hammer (Ralph Meeker) testemunha o assassinato de uma moça (Cloris Leachman) e passa a investigá-lo.

## Elenco
- Ralph Meeker...Mike Hammer
- Albert Dekker...Dr. G.E. Soberin
- Paul Stewart...Carl Evello
- Juano Hernandez...Eddie Yeager
- Wesley Addy...Tenente Pat Murphy
- Marian Carr...Friday
- Maxine Cooper...Velda
- Cloris Leachman...Christina Bailey
- Gaby Rodgers...Gabrielle (Lilly Carver)
- Nick Dennis...Nick
- Jack Lambert...Sugar Smallhouse
- Jack Elam...Charlie Max
- Jerry Zinneman...Sammy
- Leigh Snowden...Cheesecake
- Percy Helton...Doc Kennedy
- Mady Comfort...cantor de jazz
- Strother Martin...Harvey Wallace
- Kitty White... crooner
- James Seay...agente do FBI
- Bing Russell...policial detetive
- Paul Richards...Paul Richards
- Sam Balter...voz do locutor de rádio
- Eddie Beal...Sideman
- Marjorie Bennett...gerente
- Fortunio Bonanova...Carmen Trivago
- Ben Morris...anunciante do rádio
- Leonard Mudie...atendente do clube atlético